# ستراندژوو
ستراندژوو (به بلغاری: Strandzhevo) یک منطقهٔ مسکونی در بلغارستان است که در شهرستان کروموفگراد واقع شده‌است.